# (1721) Wells
(1721) Wells (aussi nommé 1953 TD3) est un astéroïde de la ceinture principale, découvert à l'observatoire Goethe Link près de Brooklyn, dans l'Indiana. 
Il est nommé d'après Herman B Wells, président de l'université de l'Indiana de 1937 à 1962. Il a une magnitude absolue de 10,80.